# Sztanovoj-felföld
A Sztanovoj-felföld (oroszul Становое нагорье [Sztanovoje nagorje], burjátul Ара Хинган [Ara Hingan], jelentése „külső Hingan”) 2200–3000 m magasra emelkedő hegységek rendszere Oroszországban, a Szibéria déli hegyvidékeihez tartozó Bajkál-Sztanovoj-hegyvidéken. Közigazgatásilag a Bajkálontúli határterülethez, Burjátföldhöz és az Irkutszki területhez tartozik.

## Elhelyezkedése
A Bajkál-hegytömeg legmagasabbra emelkedő része. Nyugat-délnyugatról kelet-északkeleti irányba elnyúló párhuzamos hegyláncok alkotják, melyek néhol nagyobb hegyközi medencéket fognak közre. A Bajkál-tó, illetve a Bajkálmellék északi részétől kelet felé kb. 700 km hosszan, az Oljokma (a Léna mellékfolyója) középső folyásáig húzódik; dél felől keretezi a hegyvidék három északi felföldjét (Észak-bajkáli-felföld, Patom-felföld, Oljokma–Csara-felföld).
A Sztanovoj-felföld nyugati felét a Felső-Angara völgyétől északra a Felső-angarai-hegység és a Gyeljun-Uran-hegység vonulatai, délre pedig az Észak-mujai- és a Dél-mujai-hegység párhuzamosan futó láncai foglalják el; legmagasabb csúcsaik 2700 m-ig emelkednek. A hegységek által közrefogott Felső-angarai-medence és Muja–Kuanda-medence 450–900 m-es tengerszint feletti magasságban fekszik.
Az észak felé folyó Vityim völgyétől keletre fekvő rész a magasabb: a Kodar-, a Kalar- és az Udokan-hegység csúcsai 2800 m-ig érnek; a Kodar-hegységben található az egész Bajkál-vidék legmagasabb pontja, a BAM-csúcs (3072 m). A keleti rész nagyobb hegyközi mélyedése a Csara-medence és a Felső-kalari-medence.

## Jellemzői
Főként az archaikumból és a proterozoikumból származó metamorf kőzetekből (kristályos pala, kvarcit, gneisz) épül fel, a medencéket a kainozoikumban lerakódott üledékek vastag rétegei töltik ki. Jellemző ásványkincsei az arany, a réz, a fluorit, a szén, valamint ritkaföldfémek, ittrium, kriolit. A Vityim völgyétől nyugatra található Oroszország egyik legnagyobb azbeszttelepe.
A magasabb, keleti hegységeket alpi domborzati formák, sziklás gerincek, meredek hegyoldalak és csúcsok, vízesések, a jégkorszaki gleccserek által kivájt völgyek, kárfülkék és kártavak (tengerszemek) jellemzik.
Az éghajlat szélsőségesen kontinentális. A nyár a medencékben forró és két-három hónapig tart, a magashegységekben hűvös és rövid (néha alig egyetlen hónap). A tél hosszú és nagyon hideg, a medencékbe igen kevés csapadék jut el. Mindenfelé jellemző az állandóan fagyott talaj.
A folyóhálózat sűrű, táplálásában jelentős szerep jut az olvadékvizeknek. A Vityim mellett a felföld jelentős folyója a Felső-Angara, a Cipa, a Csara, a Kalar és a Muja. Sok a kisebb tó, különösen a medencékben.
A hegyek lejtőit többnyire daur vörösfenyőből álló hegyi tajga borítja. 1200 m felett az erdő egyre ritkul, alpesi rétek, csenevész nyírek és hegyi tundra váltja fel; a legmagasabb tetők többnyire kopárak. A Kodar-hegység legmagasabb részeiről számos kisebb gleccser indul lefelé. A medencék alján mocsaras rétek terülnek el; a homokos talajok növényzetét a vörösfenyővel kevert erdeifenyő uralja.